# 鹿島臨海鉄道
鹿島臨海鉄道株式会社（かしまりんかいてつどう、英: Kashima Rinkai Tetsudo Co., Ltd.）は、茨城県で貨物および旅客鉄道事業を行う第三セクター方式の鉄道事業者。本社所在地は茨城県東茨城郡大洗町桜道301番地。"Kashima Rinkai Tetsudo"の頭文字を取ってKRTとも略される。
大洗鹿島線と鹿島臨港線の2路線を有し、大洗鹿島線には (Oarai-Kashima Line) の頭文字を取った「OKL」のシンボルマークがある。

## 概要
元来は、鹿島臨海工業地帯への原料および生産品の輸送のため、1969年（昭和44年）に日本国有鉄道（国鉄）や茨城県、進出企業の出資により設立された貨物専業鉄道（臨海鉄道）であった。一時期、新東京国際空港（現在の成田国際空港）への航空機燃料の暫定輸送に対する地元への見返りとして鹿島臨港線北鹿島 - 鹿島港南間で旅客営業を行ったことがあったが、乗客が非常に少なかったことから航空機燃料暫定輸送終了（パイプライン化）と同時に廃止されている。
1984年（昭和59年）、決して収支予想は悪くなかったものの国鉄の財政悪化によって国鉄線としての開業が危ぶまれていた日本鉄道建設公団建設線である鹿島線北鹿島駅（現在の鹿島サッカースタジアム駅）以北を引き受けることになり、大洗鹿島線として再び旅客営業を行うようになった。
燃料輸送の終了後、貨物輸送量は一時大幅に減少したが、貨物のコンテナ化を進め、再び取扱量を伸ばしている。なお、1989年から1996年まで大洗鹿島線でも貨物列車が運行されていた。

## 歴史
- 1969年（昭和44年）4月1日：鹿島臨海鉄道株式会社設立。
- 1970年（昭和45年）7月21日：鹿島臨港線北鹿島（現在の鹿島サッカースタジアム） - 奥野谷浜間開業（貨物専業）。
- 1978年（昭和53年）
  - 3月2日：成田空港への航空燃料暫定輸送を開始[5]。
  - 7月25日：北鹿島 - 鹿島港南間で旅客営業開始[6]。国鉄（現在の東日本旅客鉄道）鹿島神宮まで乗り入れを開始。
- 1983年（昭和58年）
  - 8月：成田空港本格パイプライン稼働により、航空燃料暫定輸送が終了。
  - 12月1日：北鹿島 - 鹿島港南間の旅客営業廃止[6]。国鉄鹿島神宮までの乗り入れを廃止。
- 1984年（昭和59年）
  - 3月22日：茨城県議会で鹿島線（水戸 - 北鹿島間）を鹿島臨海鉄道が引き受けることを議決。
  - 9月11日：水戸 - 北鹿島間免許。
- 1985年（昭和60年）3月14日：大洗鹿島線水戸 - 北鹿島間開業。国鉄鹿島神宮まで乗り入れを開始。
- 1989年（平成元年）5月24日：本社を神栖町から大洗に移転[7]。
- 2011年（平成23年）
  - 3月11日：東北地方太平洋沖地震（東日本大震災）により、全線で運転を見合わせる。4月16日までに大洗鹿島線水戸 - 新鉾田間、大洋 - 鹿島サッカースタジアム間が復旧し運転再開。
  - 6月7日：鹿島臨港線が全線復旧。
  - 7月12日：大洗鹿島線が全線復旧。

## 路線
- 鹿島臨港線 鹿島サッカースタジアム - 奥野谷浜（19.2 km・第1種鉄道事業・貨物線）
- 大洗鹿島線 水戸 - 鹿島サッカースタジアム（53.0 km・第1種鉄道事業）

鹿島臨海鉄道路線図

## 車両

### 現有車両

#### 気動車

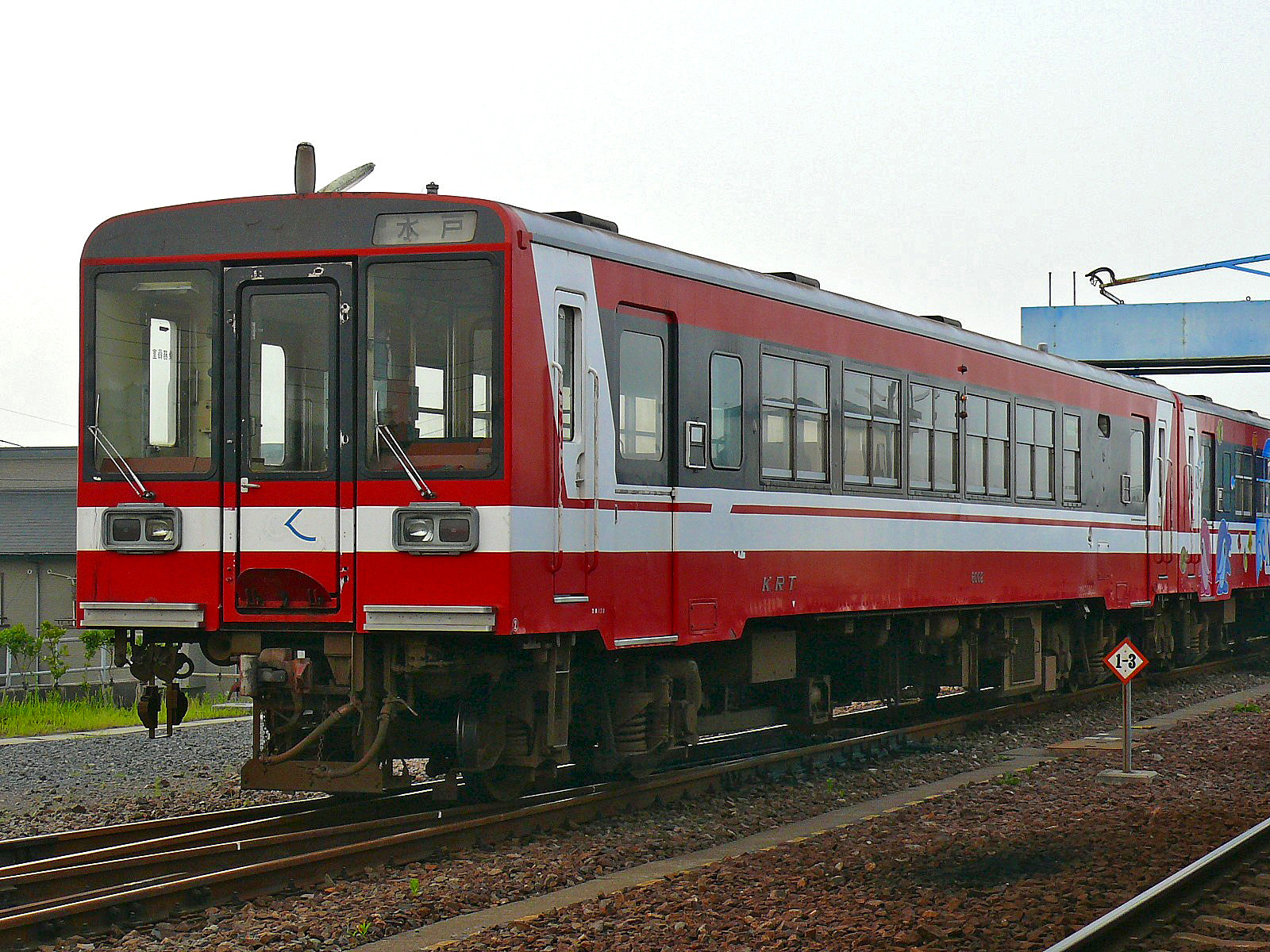
6000形

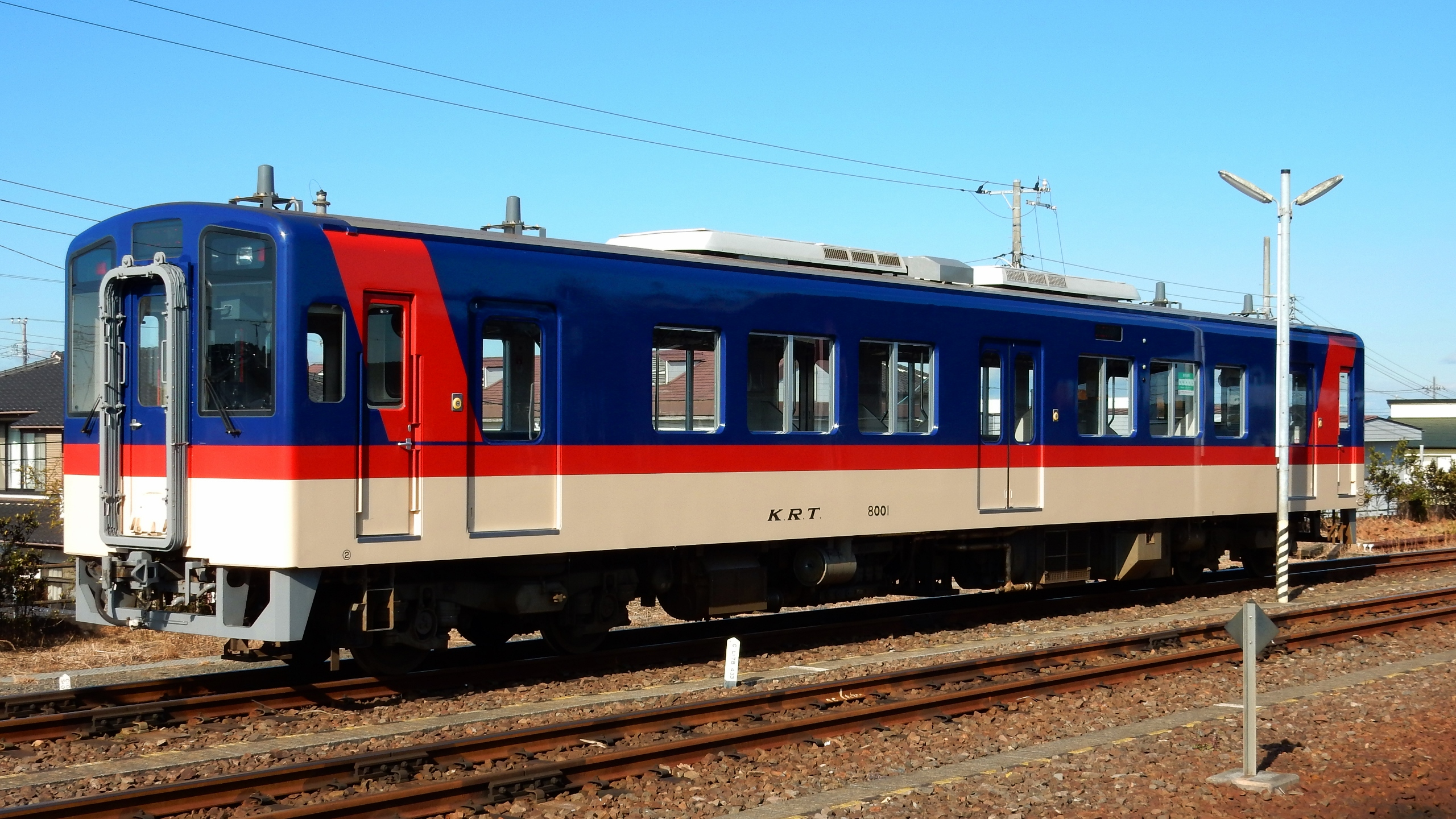
8000形

2024年（令和6年）4月現在、気動車は2形式14両が在籍している。いずれも大洗鹿島線用の車両である。各形式の概要は次のとおり。
6000形（6006、6011、6013 - 6016、6018、現有合計7両）
1985年（昭和60年）から日本車輌製造および新潟鐵工所のライセンス生産で製造された鋼製車体・両運転台式の気動車。中央部に転換クロスシートを有するセミクロスシート車。
2016年（平成28年）3月28日に6008・6012、2017年（平成29年）1月7日に6002・6019、2018年（平成30年）3月26日に6007、2019年（平成31年）3月16日に6004が廃車となっている。

8000形（8001 - 8007、現有合計7両）
2016年（平成28年）から新潟トランシスで製造された鋼製車体・両運転台式の気動車。同じ新潟トランシス製の関東鉄道キハ5000形気動車に準じた3扉オールロングシート車で、車端扉が片引き戸、中央扉が両開きとなっている。

#### ディーゼル機関車
2024年（令和6年）4月現在、ディーゼル機関車は2形式3両が在籍している。各形式の概要は次のとおり。
過去に国鉄・JR東日本から水戸駅経由で大洗鹿島線に直通した臨時旅客列車は、国鉄・JR東日本のDE10形が牽引していた。
KRD形（KRD5、1両）
鹿島臨港線の貨物列車牽引に使用される自社発注の国鉄DD13形に準じた56トン級ディーゼル機関車である。国鉄DD13形に比べてエンジンを高出力とし、減速比を大きくするなど重量貨物列車牽引に適した仕様となっている。
1970年（昭和45年）の開業時に1・2・3号機が用意され、1977年（昭和52年）には4号機、1979年（昭和54年）には5号機が増備された。いずれも日本車輌製造製で、4・5号機は燃料輸送用に増備されたものである。2号機は燃料輸送終了後の1983年（昭和58年）10月に仙台臨海鉄道に譲渡されている。1号機は1994年（平成6年）8月に、3号機は2007年（平成19年）3月に廃車された。3号機および4号機は廃車後、神栖駅構内の車両基地（旧神栖車両区）で部品取り用に保管されている。
鹿島臨港線のほか、大洗鹿島線に1989年（平成元年）から1996年（平成8年）まで設定されていた貨物列車の牽引にも使用された。

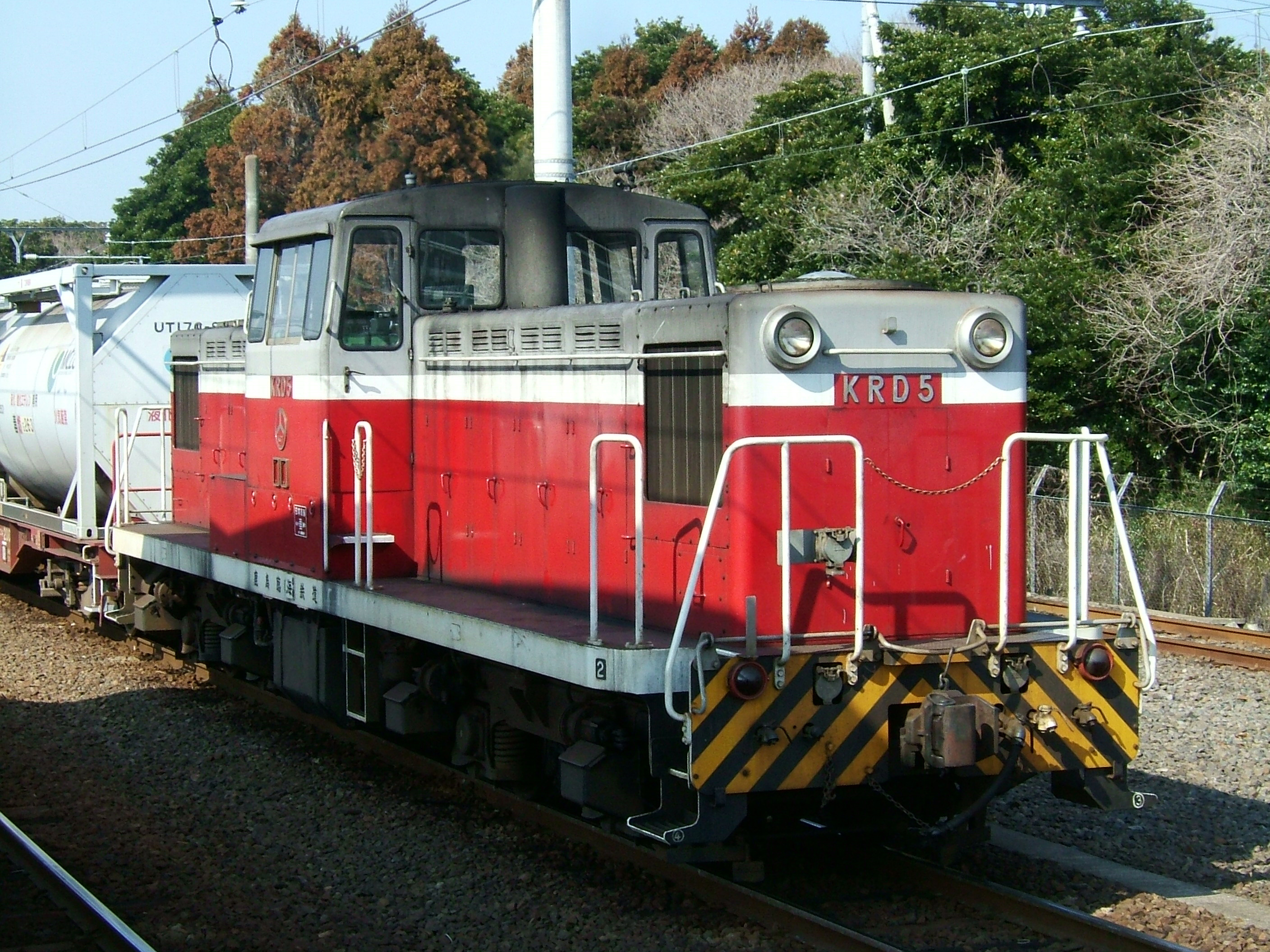
KRD5（2008年3月）
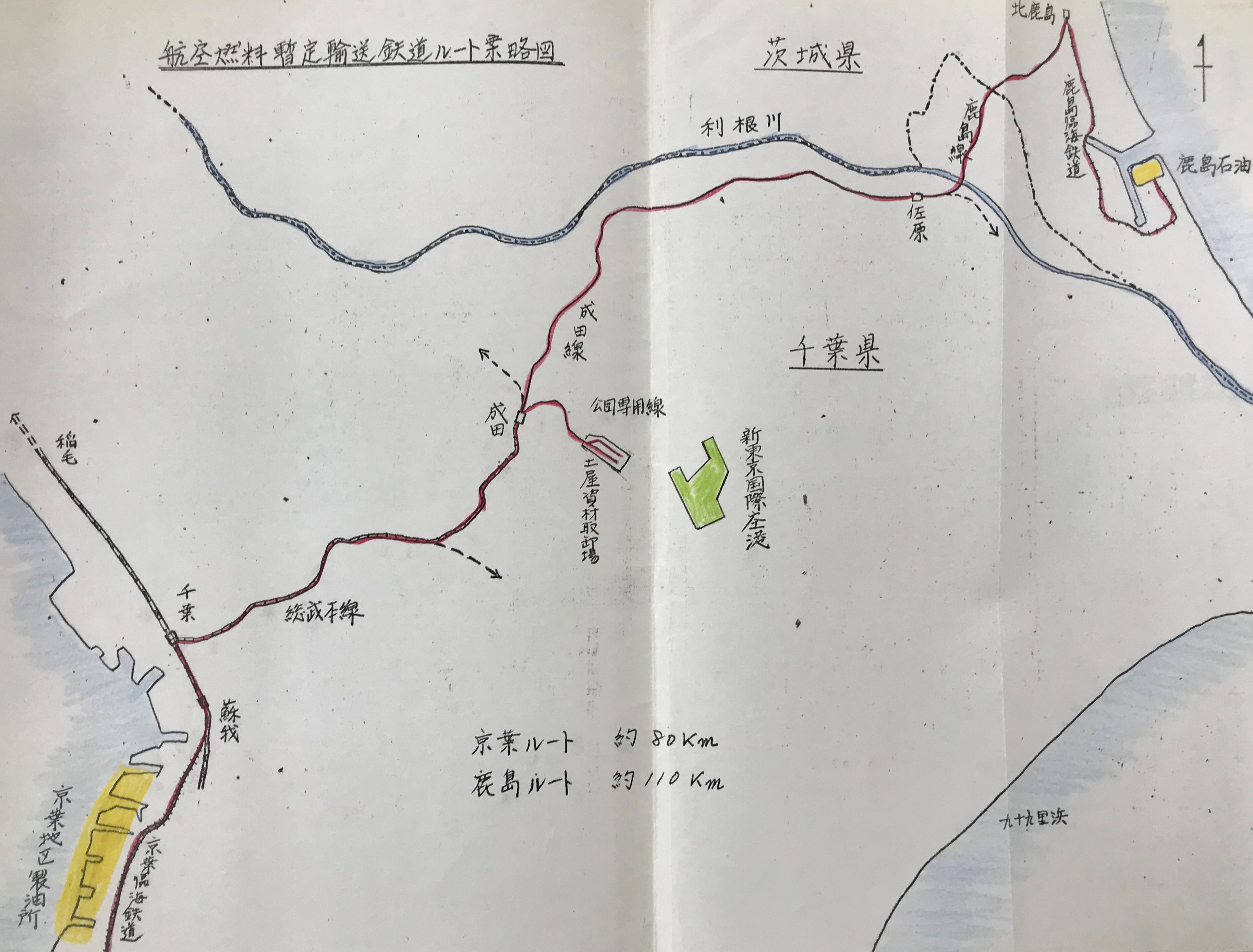
成田空港への航空燃料暫定輸送鉄道ルート

KRD64形（KRD64-1・KRD64-2、2両）
1号機は2004年（平成16年）、2号機は2009年（平成21年）に日本車輌製造で製造された64トン級ディーゼル機関車である。三菱のエンジン（S6A3-TA、560馬力）を2台搭載している。臨海鉄道標準形の一つ。

### 旧在籍車両

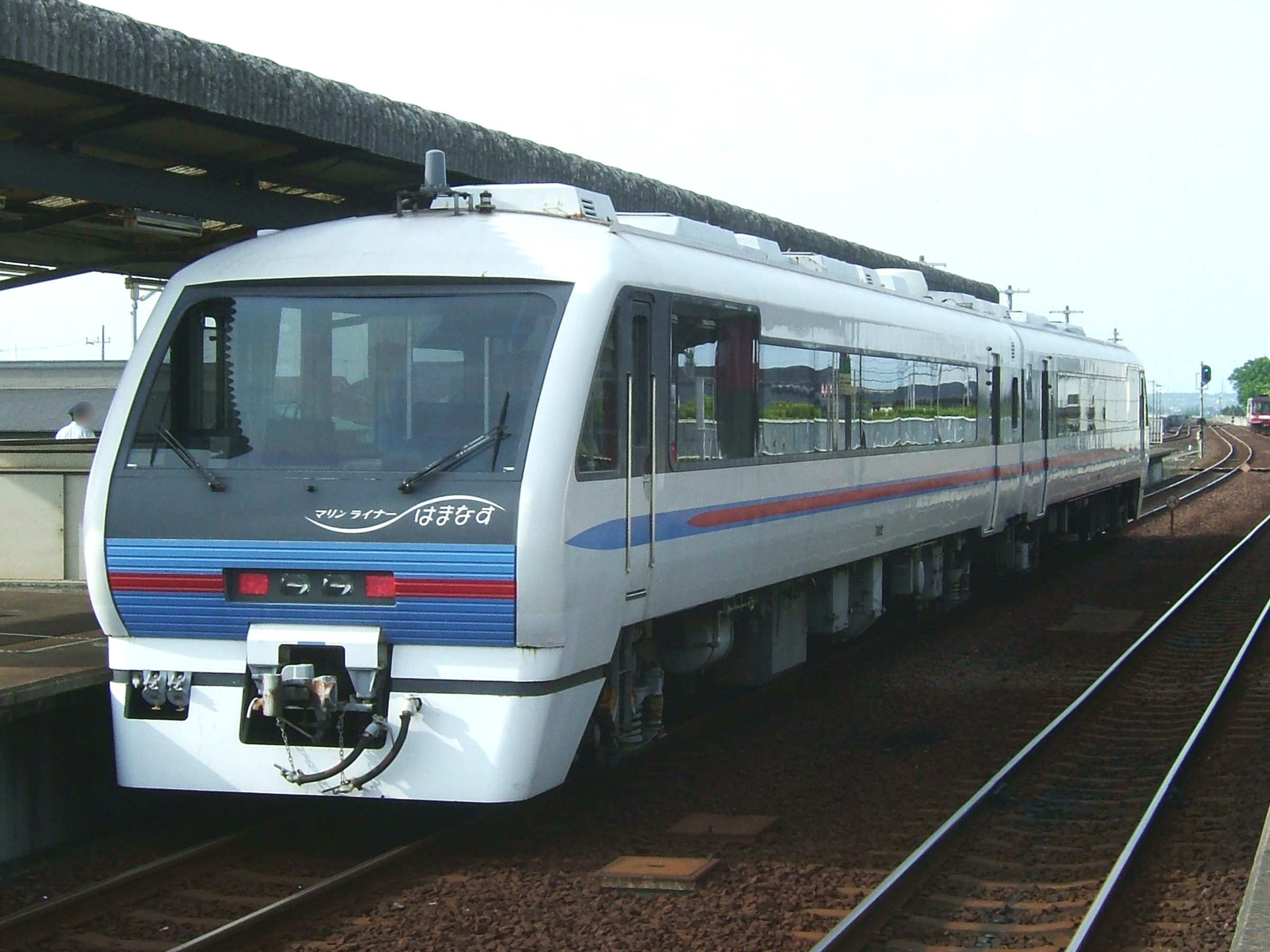
7000形

キハ1000形（1001・1002、2両）
鹿島臨港線で旅客営業を行っていた際に使用された気動車である。国鉄キハ10形気動車を1978年（昭和53年）に譲り受けたもの。塗装は赤を基調に白帯を巻いたデザインであった。同線の旅客営業廃止後の1984年（昭和59年）に廃車された。1両が千葉県香取市内に静態保存されている。
2000形（2001 - 2004、4両）
大洗鹿島線開業時に広島地区で使用していた国鉄キハ20形気動車を譲り受けたもの。投入に際して前照灯・尾灯が角型シールドビームに交換、6000形と併結運転を行うため貫通路の床面と開き戸部を70mm上部に移動したため、国鉄在籍時とは外観が変わっている。塗装は6000形に準じたものとされた。照明は種車のものをそのまま使用し、蛍光灯の車両と白熱灯の車両があった。また車内の更新・トイレへの汚物処理装置設置などの改造が2001 - 2003が国鉄大宮工場（現・大宮総合車両センター）で、2004が森工業で行われた。冷房装置を搭載しなかったため6000形の増備に伴って運用から外れ、1989年（平成元年）から1991年（平成3年）にかけて全車が茨城交通（現・ひたちなか海浜鉄道）に譲渡されたが、2006年（平成18年）までに全廃となった。うち1両が国鉄時代の首都圏色に復元されて那珂湊駅構内に現存する。

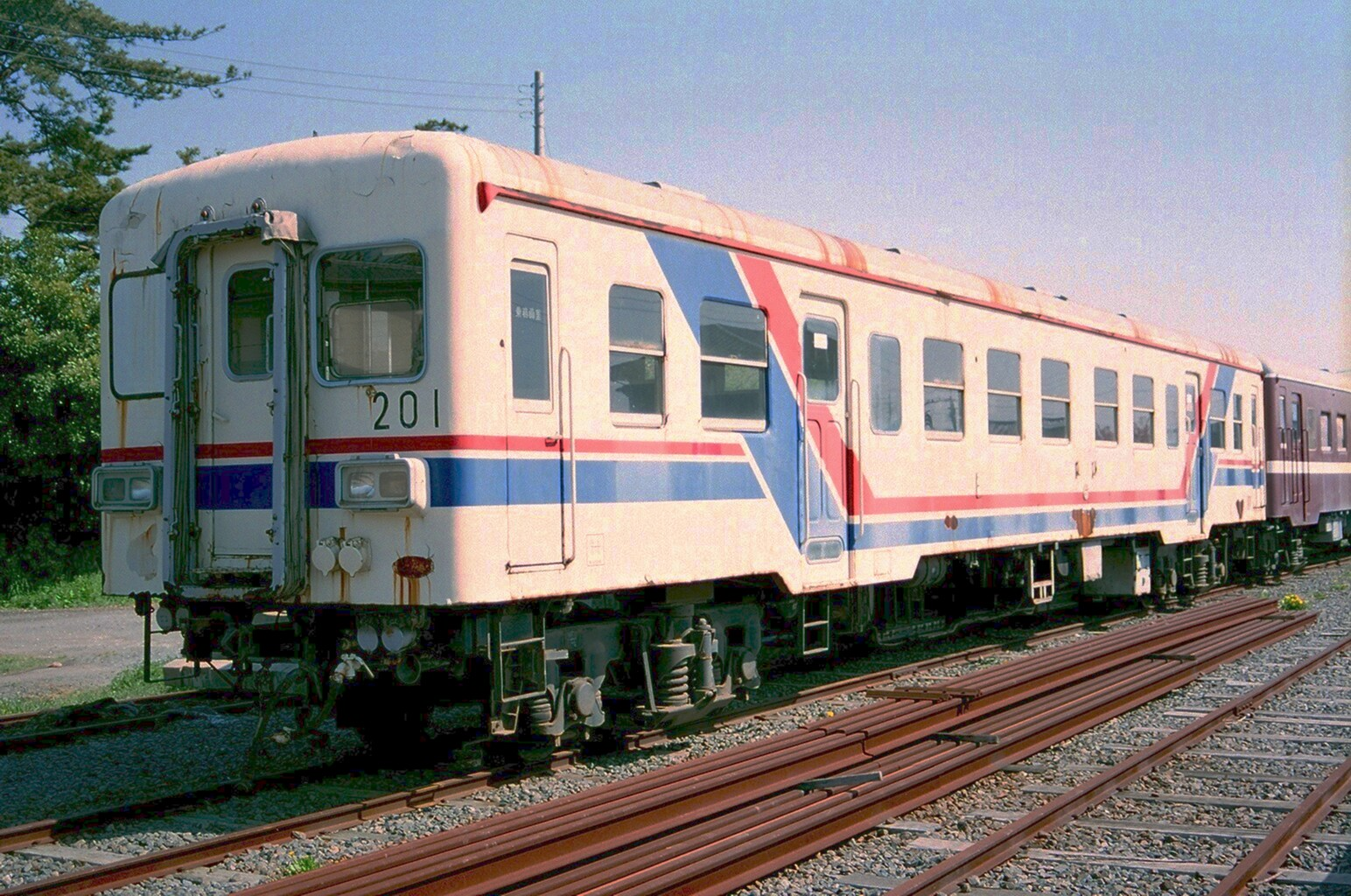
譲渡後、茨城交通キハ201形となった2000形（塗装変更後）
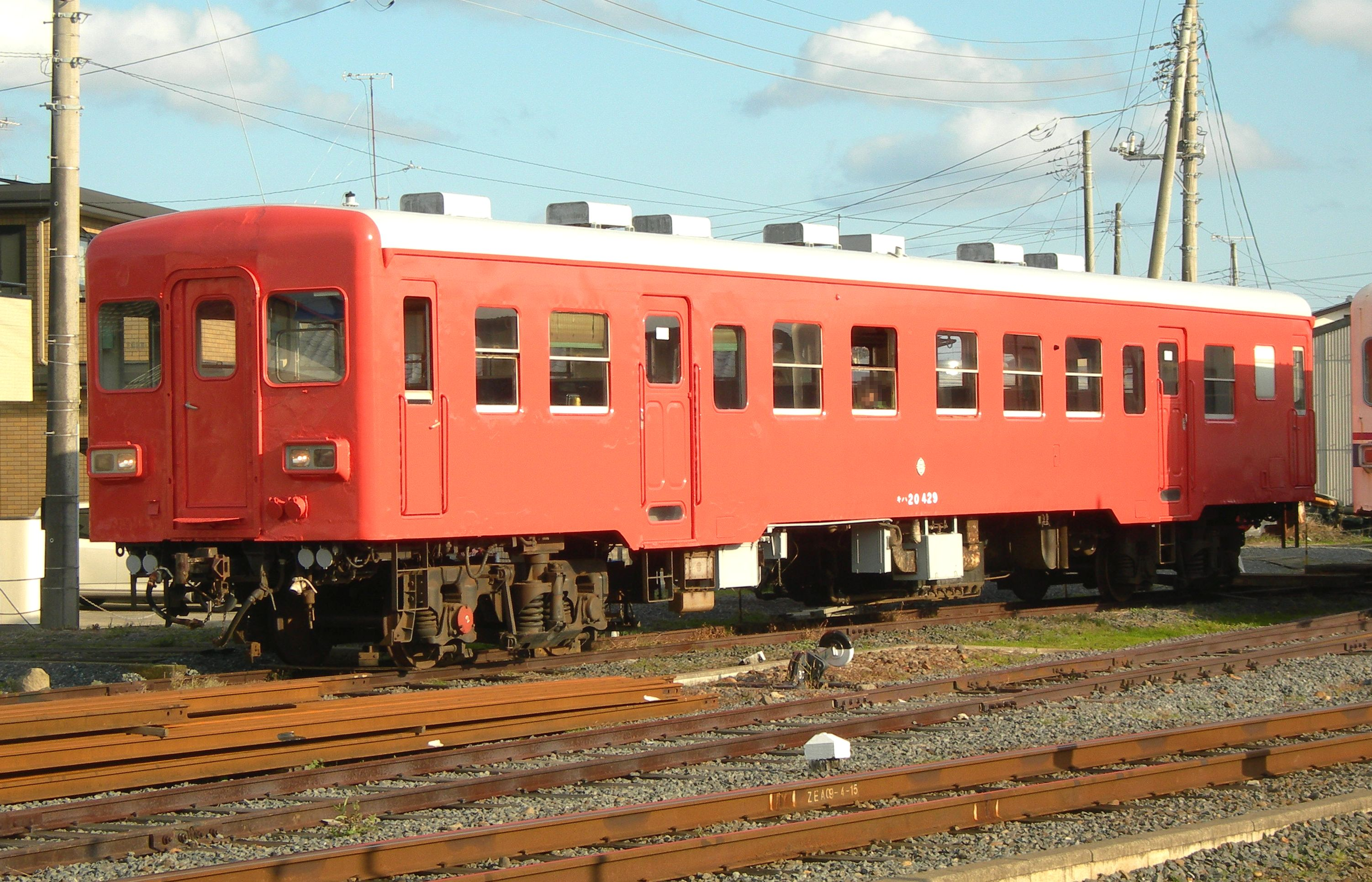
廃車後、首都圏色になった2000形

7000形（7001・7002、合計2両）
1992年（平成4年）に日本車輌製造で製造された2両編成の片運転台式気動車である。東海村への原子力発電所建設の見返りとして茨城県へ交付された電源移出県等交付金を財源として1編成のみが製造され、茨城県が所有していた。
鹿島神宮寄りが7001、水戸寄りが7002である。車内はリクライニング機構を備えたクロスシートにカーペット敷きのハイグレード車である。座席は通路よりも一段高く設置される「セミハイデッキ構造」となっている。運転台後方に展望ラウンジがあり、運転台とは大型のガラスで仕切られ、側窓も大型のものになっており、開放感のあるスペースとなっている。ラウンジ内の座席はロングシートのように、レール方向に3人掛けのソファーが向かい合わされて設置されている。客室内デッキ側仕切りにはテレビが埋め込まれ、カラオケおよび衛星放送受信設備を備えている。指定席での運用を考慮してか座席には番号が振られ、展望ラウンジの座席にも番号が振られている。7001の後位には車いす用のスペースが確保されている。水戸方先頭車のデッキには洗面台と男性用トイレ・洋式トイレが設置され、洋式トイレには車いすでの利用を視野に入れ、手すりが付いている。洗面台は蛇口をひねって水を出すタイプである。定員は7001が44名、トイレを備える7002が42名。走り装置は6000形と同一であるため、車両重量の大きい本形式の方が走行性能は低い。最高運転速度は90km/hであるが、運転席のメーターには120km/hまで表示がある。
快速「マリンライナーはまなす」として運転されていたが、1998年（平成10年）にそれが廃止されてからは定期運用はなく、毎年6月のアヤメの開花時期に合わせて運転される、水戸駅からJR鹿島線の潮来駅までの臨時列車や、正月三が日の多客輸送の際に臨時列車として運行される程度であった。なお、2008年（平成20年）8月1日から20日までは、水戸 - 大洗間の定期列車にも充当されていた。
2010年（平成22年）3月以降は検査切れ状態で神栖駅構内に留置されていたが、2015年（平成27年）10月に廃車となって個人へ売却され、茨城県筑西市のザ・ヒロサワ・シティで静態保存されている。

## 車両基地
車両基地は神栖駅と大洗駅に設けられており、各車両は神栖駅の基地に所属し、大洗駅の基地は運用中の気動車の日常点検等を行う。過去には車両基地は駅から独立した「車両区」という組織だったが、2024年（令和6年）現在では両駅に統合されている。気動車の列車検査及び清掃・トイレ汚物抜き取りは神栖・大洗両駅の車両基地で、その他の検査と機関車の全ての検査は神栖駅の車両基地で行う。重要部検査以下の検査は自社を実施主体とし、全般検査は専門業者に委託（車両自体は搬出せず車両基地内で出張作業を行う）する。また、検査時に取り外したエンジン・変速機等主要機器の検修や車輪削正・交換、非破壊検査も、専門業者への委託によって実施する。

## イメージキャラクター
沿線の小学校に通う12歳という設定のキャラクター「鹿島花梨」を2004年頃より使用している。通称は「ハッピーポイントかりん」。

## 登場作品
- ガールズ&パンツァー - 7話に大洗駅及び6000形が登場。10話、11話では6000形が戦車積載貨車の牽引車として登場している。大洗鹿島線沿線の大洗町が作品の舞台となったことにより2015年期の定期外乗客数が年間81万2000人と前期から2万4000人増加し、2016年6月17日に発表された2016年3月期決算において、経常利益が2540万9000円と、2期ぶりに黒字となったことが明らかになった[14]。

## 関連企業
- 鹿島臨海通運株式会社 - 鉄道利用運送事業者。